# 1827年10月20日日食
1827年10月20日日食为一次在协调世界时1827年10月20日出現的全環食。該次日食食分為1.0070，食甚維持0分30秒。

## 概述
這次日食的食分是1.0070，全環食維持0分30秒。

## 基本參數
- 類型：全環食
- 食甚資料：
  - 日期：1827年10月20日
  - 時間：15時42分5秒
  - 地點：62S 88W
  - 食分：1.0070
  - 日全環食持續時間：0分30秒

## 外部連結
- NASA日食專頁（页面存档备份，存于）（英文）